# Estlandzweden
De Estlandzweden of Estse Zweden (Zweeds: estlandssvenskar, Estisch: rannarootslased = Kustzweden) zijn een Zweedssprekende minderheidsgroep die in de kustgebieden en de eilanden van Estland en Zweden leven. Het begin van de vestiging van de Estlandzweden dateert van de 13de en 14de eeuw, toen Zweedssprekende reizigers vanuit Zweden en Finland aankwamen in deze regio (ook wel Aiboland genoemd). Bijna de gehele Zweedssprekende bevolking in Estland vluchtte terug naar Zweden tijdens de Tweede Wereldoorlog; de huidige Estlandzweden stammen af van de weinigen die ervoor kozen in Estland te blijven.

## Geschiedenis

### Vroege geschiedenis

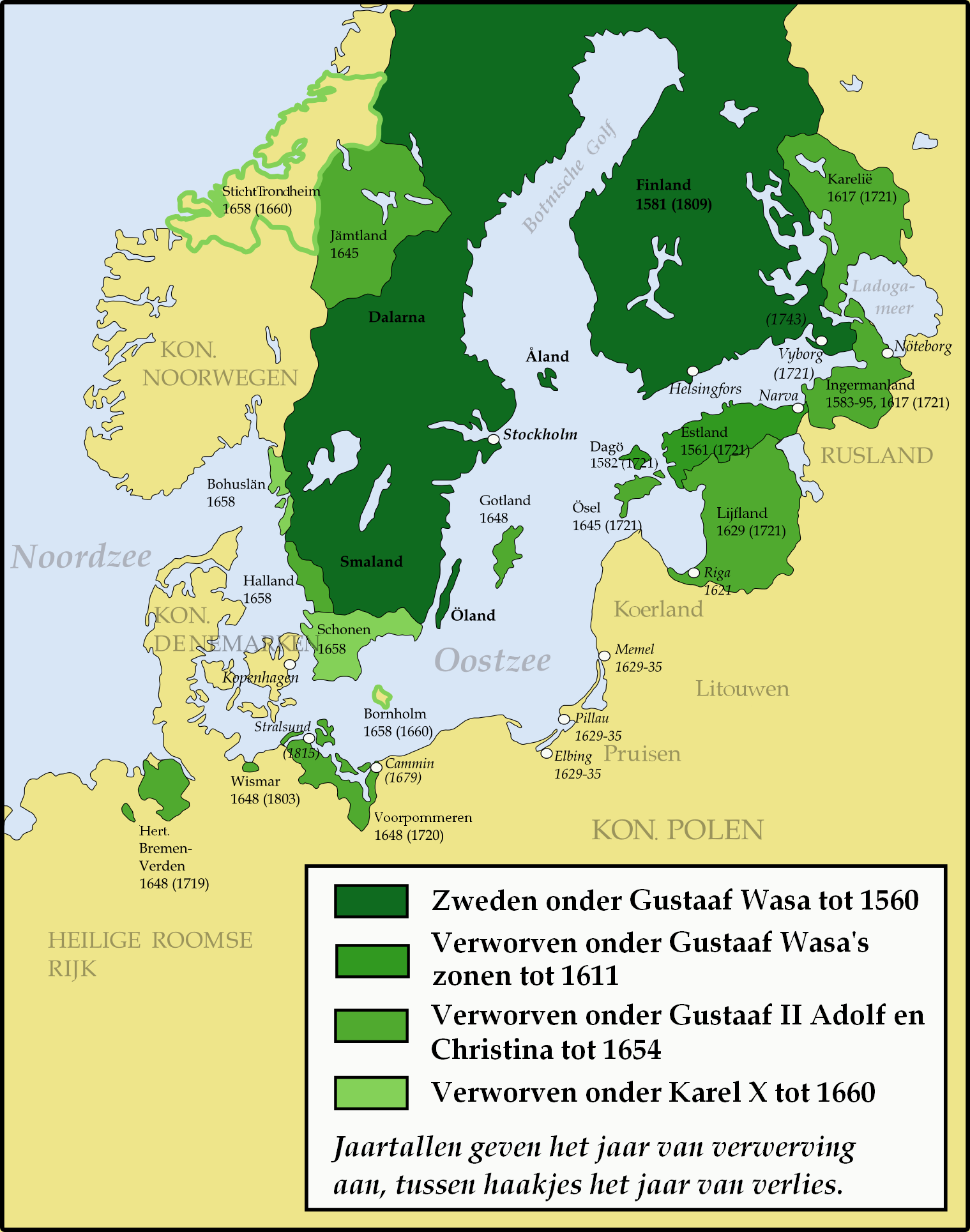
Het Koninkrijk Zweden in 1658, inclusief Zweeds Estland en Zweeds Lijfland (nu Zuid-Estland).

De Zweedssprekende populatie in Estland hield ongeveer 650 jaar stand. De eerste geschreven bron over de Zweedse bevolking in Estland dateert van 1294, in het wetboek van de stad Haapsalu. Andere vermeldingen komen uit 1341 en 1345, toen een Ests klooster het landgoed Laoküla en het eiland Suur-Pakri aan een groep Zweden verkocht.
Tussen de 13de en de 15de eeuw vestigden zich veel Zweden vanuit Finland (dat door Zweden gecontroleerd werd) naar Estland. Een brief van de bisschop van Koerland aan het eiland Ruhnu uit 1341 gaf deze Zweden het recht om te verblijven op land dat eigendom van de Kerk was.

### Zweeds Estland

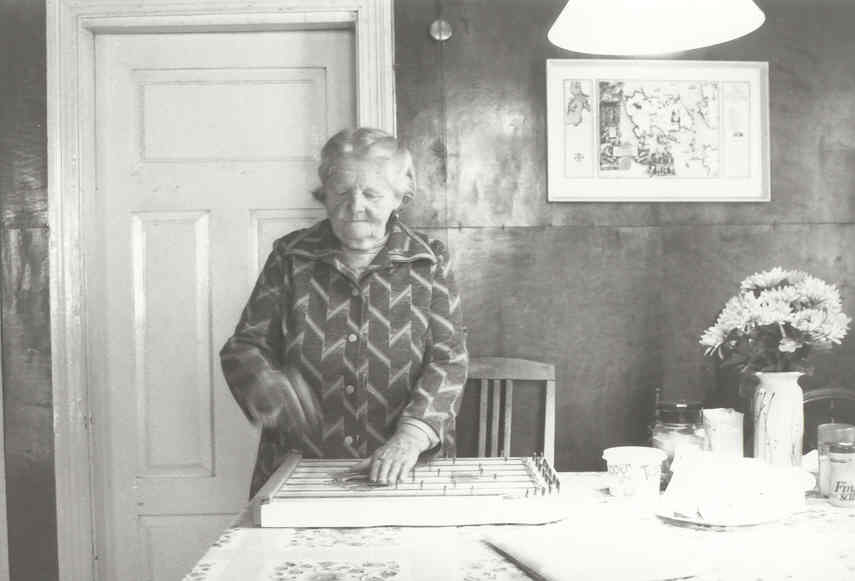
Maria Murman (1911-2004), een Estlandzweedse die in Estland bleef na de Tweede Wereldoorlog (foto uit 1994).

In 1561 kreeg Zweden Noord-Estland in bezit (Zweeds Estland) en dit zou in handen van Zweden blijven tot 1721, toen het bij de Vrede van Nystad overgedragen werd aan Rusland. Het ging de Estlandzweden tijdens deze periode voor de wind, ook al omdat het Zweeds een officiële taal werd.

### Russische overheersing
Toen de Lijflandse Orde in de 16de eeuw veel van zijn macht had verloren en Zweeds-Estland was afgestaan aan Rusland, verslechterden de omstandigheden voor de Zweden in Estland: het land waarop ze woonden werd door de Kerk teruggeëist en werd aan de lokale adel gegeven. Ook stegen de belastingen. De situatie bleef hetzelfde tijdens heel de Russische overheersing en het lot van de Zweden werd er niet beter op. Vanwege hun status vielen de Zweden regelmatig uit de boot bij grote veranderingen, zoals de Agrarische revolutie, die de eigendommen van Estse horigen terug in hun bezit bracht, maar die niet gold voor (meestal niet-horige) Estlandzweden.

#### Verplichte emigratie
Op verschillende momenten tijdens de Russische overheersing werden Estlandzweden verplicht Estland te verlaten om te gaan leven in andere delen van het Russische Rijk. De grootste uittocht kwam er op bevel van Catharina II van Rusland, die in 1781 de voltallige Zweedstalige bevolking op Hiiumaa verplichtte om naar Oekraïne te vertrekken. Hier richtten de Zweden de Gammalsvenskby-gemeenschap op.

### Omstandigheden verbeteren
De status van de Estlandzweden verbeterde tussen 1850 en 1860, door verdere agrarische hervormingen, maar de Estlandzweden bleven gediscrimineerd worden doorheen de Russische overheersing. Na de Eerste Wereldoorlog en de Russische Revolutie werd in 1918 de onafhankelijke Republiek Estland opgericht. De grondwet van onafhankelijk Estland verschafte minderheidsgroepen het recht op hun eigen taal, onderwijs, oprichting van politieke partijen etc. Als gevolg hiervan werd Svenska Folkförbundet, een Zweedse politieke partij, opgericht. In 1925 werd een nieuwe wet doorgevoerd die meer culturele onafhankelijkheid zou geven, maar de Russen en Zweden in Estland maakten hier geen gebruik van, voornamelijk om economische redenen.

### Tweede Wereldoorlog
In 1939 verplichtte de Sovjet-Unie Estland een verdrag over militaire basissen te tekenen. Vele Estse eilanden, waar ook de Estlandzweden woonden, werden in beslag genomen om militaire basissen te bouwen. De inwoners werden verplicht de eilanden te verlaten. Een jaar later werd Estland bezet en geannexeerd door de Sovjet-Unie. De Estlandzweden moesten dienst nemen in het Rode Leger en, tijdens de Duitse bezetting, van de Wehrmacht. De meeste van de overblijvende Estlandzweden vluchtten voorafgaand aan de tweede bezetting door de Sovjet-Unie in 1944 naar Zweden. Op 8 juni 1945 waren er 6.554 Estlandzweden en 12.815 autochtone Estse vluchtelingen in Zweden.

### Vandaag
Tegenwoordig leven er nog kleine groepen Estlandzweden die hun cultuur proberen terug op te bouwen door de Zweedse taal en cultuur te bestuderen. Ze worden daarbij geholpen door de Estlandzweedse Raad, die erkend is door de Estse regering. In 2000 waren Zweden de 21ste grootste etnische groep in Estland, met amper 300 personen.
Er zijn ook veel Estlandzweden en hun nakomelingen die in Zweden wonen.

## Demografie

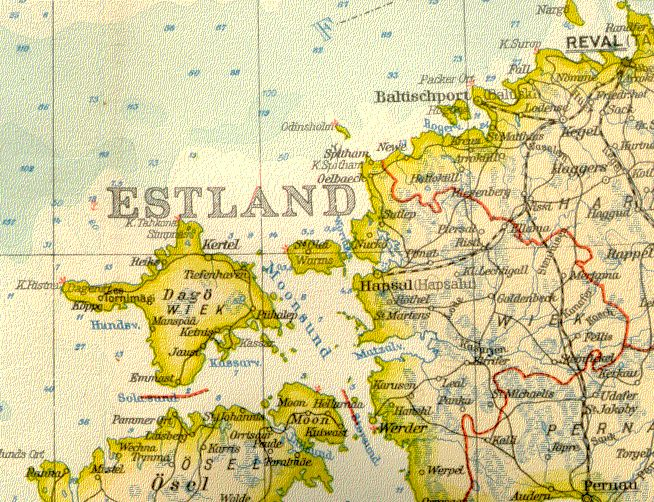
Een oude Zweedse kaart van de West-Estische eilandengroep, waar de Estlandzweden voornamelijk leefden.

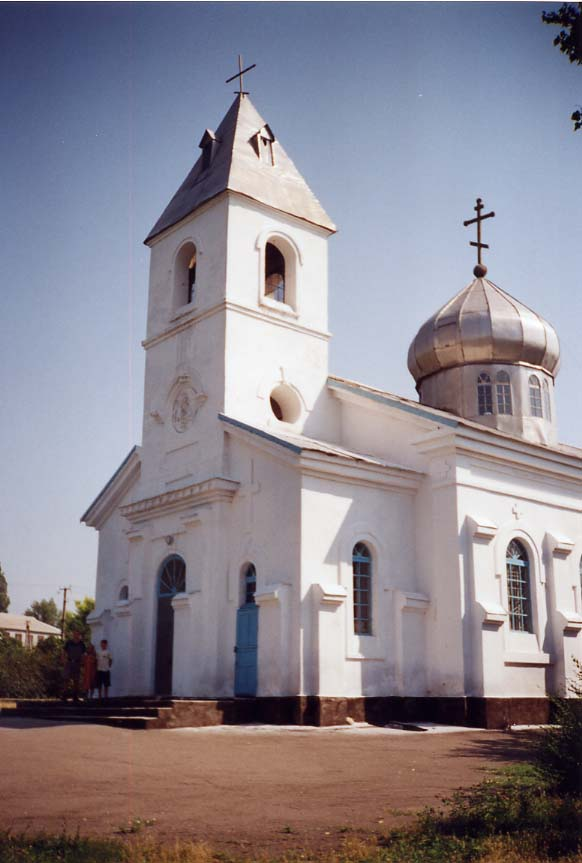
De Zweedse kerk in Gammalsvenskby, Oekraïne

Correcte demografische gegevens uit de vroegste periode van de vestiging van Zweden zijn niet beschikbaar. Aan het einde van de Middeleeuwen waren er waarschijnlijk rond de 1000 Estlandzweedse families, waarbij ongeveer 1500 Zweden in Tallinn woonden. De totale bevolking was ongeveer 5000 à 7000, ongeveer 2% van de toenmalige Estse bevolking.
De Russische volkstelling van 1897 kwam uit op een totale Zweedse bevolking van 5.768 (1,39%) in het Gouvernement Estland. Het grootste deel van de Zweden leefde in het district Hapsal (Haapsalu), waar ze 5.6% van de bevolking uitmaakten.
De census van 1922 komt uit op een totale bevolking van 1.107.059 voor Estland waarvan de Estlandzweden maar 0,7% van uitmaakten (7.850 personen). Tegen de tijd van de Tweede Wereldoorlog was de populatie bijna 10.000, waarvan bijna 9.000 personen naar Zweden vluchtten.
Na de Tweede Wereldoorlog bleven de cijfers stabiel: er waren 435 Estlandzweden in 1970, 254 in 1979 en 297 in 1989. Toen waren ze 26ste op de lijst van minderheidsgroepen in Estland (voor de Tweede Wereldoorlog stonden ze derde). De census van 2000 kwam uit op een populatie van 300, waarvan maar 211 officiële Estse staatsburgers zijn. Er zijn echter schattingen dat het echte getal veel hoger zou liggen (ongeveer 1.000), aangezien niet iedereen zijn afkomst wil bekendmaken.

### Oekraïne

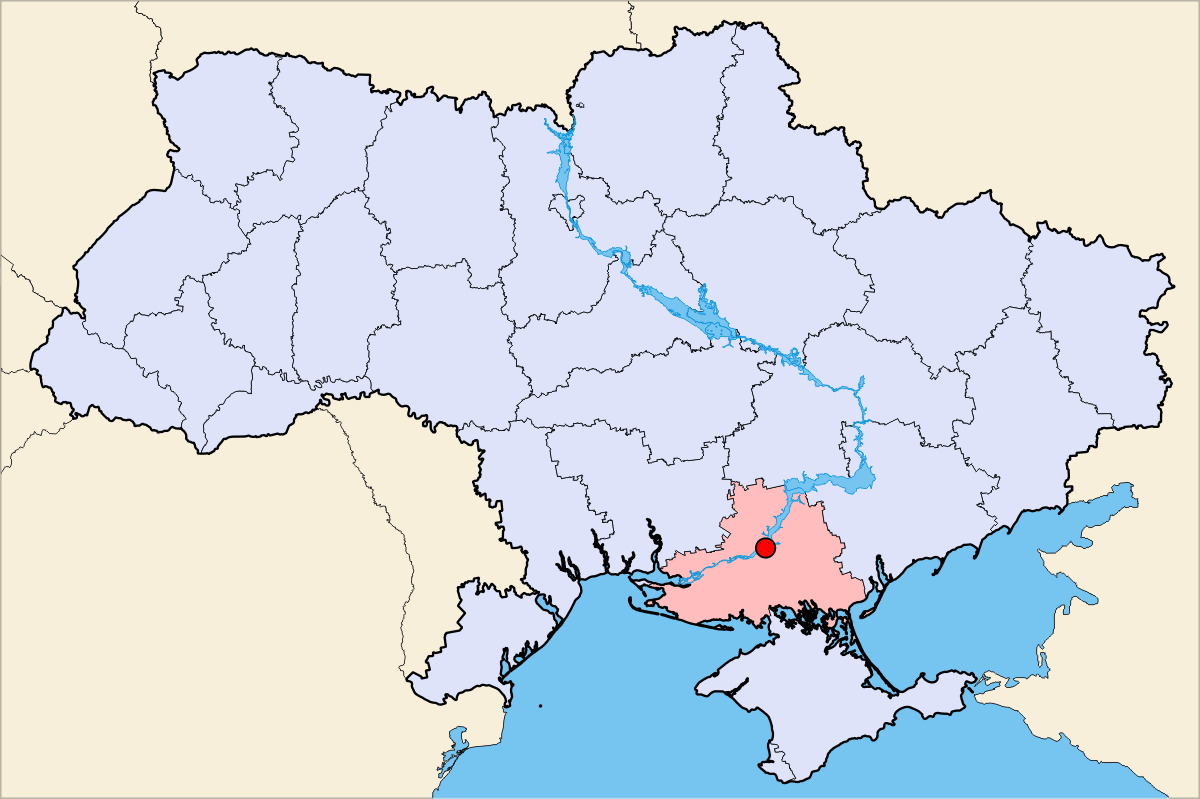
De locatie van Gammalsvenskby in Oekraïne

In het dorpje Gammalsvenskby, dat gesticht werd door Estlandzweedse vluchtelingen, wonen tegenwoordig nog 100-300 Estlandzweden.

## Taal
Er waren verschillende Estlandzweedse dialecten. Deze dialecten zijn onderverdelingen van de Oostelijke variaties op het Standaardzweeds. Ruhnu had zijn eigen dialect en op de eilanden werd vooral het Vormsi-Noarootsi-dialect gesproken. In Gammalsvenskby wordt nog steeds het dialect van Hiiumaa gesproken.

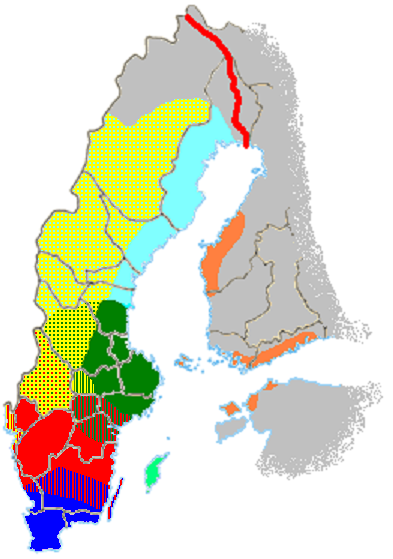
Het Zweedse taalgebied met rechts Estland.